# Actidesmium
Actidesmium, rod slatkovodnih zelenih algi iz porodice Characiaceae, sa svega jednom priznatom vrstom, Actidesmium hookeri.

## Nije verificirano
- Actidesmium ehrenbergianum (Nägeli) Kuntze
- Actidesmium globosum (Richter) Kuntze
- Actidesmium globosum Steinecke
- Actidesmium reniforme (Bulnheim) Kuntze

## Sinonimi
- Actidesmium hitchcockii (Wolle) Kuntze =  Cosmocladium hitchcockii (Wolle) G.M.Smith
- Actidesmium pulchellum (H.D.Wood) Kuntze = Mucidosphaerium pulchellum (H.C.Wood) C.Bock, Proschold & Krienitz